# Salisbury Mills (Nueva York)
Salisbury Mills es un lugar designado por el censo ubicado en el condado de Orange en el estado estadounidense de Nueva York. En el año 2010 tenía una población de 536 habitantes.

## Geografía
Salisbury Mills se encuentra ubicado en las coordenadas 41°25′56.35″N 74°6′22.89″O / 41.4323194, -74.1063583.